# Saucillo (község)
Saucillo község Mexikó Chihuahua államának középső részétől kissé délkeletre. 2010-ben lakossága kb. 32 000 fő volt, ebből mintegy 11 000-en laktak a községközpontban, Saucillóban, a többi 21 000 lakos a község területén található 234 kisebb településen élt.

## Fekvése
A Chihuahua középső részétől kissé délkeletre fekvő, nagy területű község felszíne igen változatos. Északkeleti felén és központi részén északnyugat–délkeleti irányú hegyvonulatok és völgyek húzódnak, de délnyugaton is hegyeket találunk. A községközpont és a települések többsége a középső völgyben található, a természeti különlegességeket (hatalmas kristályokat) is tartalmazó bányával rendelkező Naica pedig a délnyugati részben egy termékeny síkság és a Sierra de Naica hegység találkozásánál. A völgytalpak általában 1100 m körüli tengerszint magasságban fekszenek, a hegyek nem érik el a 2000 m-t.
Mivel az év során kevés csapadék hull, és az is időben egyenetlenül oszlik el, a vízfolyások többsége időszakos. Az egyetlen állandó folyó a Conchos, időszakos vízfolyásai közül pedig legjelenetősebbek az El Sótano, az El Tajo, a La Chata és az El Morado. A község kb. 40%-át rétek, legelők borítják, 50%-ot pedig félsivatagi bozót. Mezőgazdasági művelésre kevesebb mint 8%-ot alkalmaznak: a központi völgy és a Naica melletti síkság földjeit.

## Élővilág
A kevés csapadéknak köszönhetően főként szárazságtűrő növények telepedtek meg területén, például agávék, jukkák, kaktuszok, akáciák, guamúchilok (Pithecellobium dulce, tamarindusz), zacaték, peyoték és boneték.
Állatai közül jellemzők a különböző galambok, nyulak, az öszvérszarvas, a puma, a vörös hiúz és a prérifarkas.

## Népesség
A község lakóinak száma a közelmúltban általában csökkent, bár az utóbbi években újra növekedni kezdett. A változásokat szemlélteti az alábbi táblázat:
| Év   | Lakosság |
| ---- | -------- |
| 1990 | 32 612   |
| 1995 | 31 048   |
| 2000 | 30 644   |
| 2005 | 28 508   |
| 2010 | 32 325   |

## Települései
A községben 2010-ben 235 lakott helyet tartottak nyilván, de nagy részük igen kicsi: 187 településen 10-nél is kevesebben éltek. A jelentősebb helységek:
| Település                        | Lakosság (2010) |
| -------------------------------- | --------------- |
| Saucillo (községközpont)         | 11 004          |
| Naica                            | 4938            |
| Las Varas                        | 2410            |
| Estación Conchos                 | 1670            |
| Orranteño                        | 1641            |
| Colonia Vicente Guerrero         | 996             |
| Estación Saucillo                | 942             |
| Las Alvareñas                    | 854             |
| Santa Gertrudis (La Hacienda)    | 759             |
| Loma Chica                       | 653             |
| Puerto del Toro                  | 608             |
| Parritas                         | 584             |
| Colonia Altamirano (Loma Grande) | 418             |
| El Gomeño                        | 364             |
| Ampliación Colonia Altamirano    | 344             |
| San Francisco del Mezquital      | 340             |
| Kilómetro Cincuenta y Nueve      | 301             |